# 大海 (德布西)

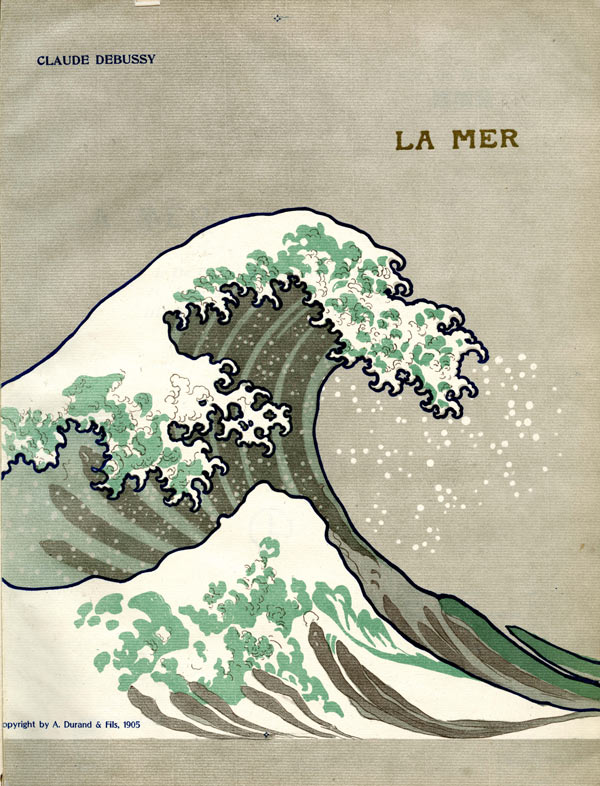
1905年出版的《大海》首版乐谱封面

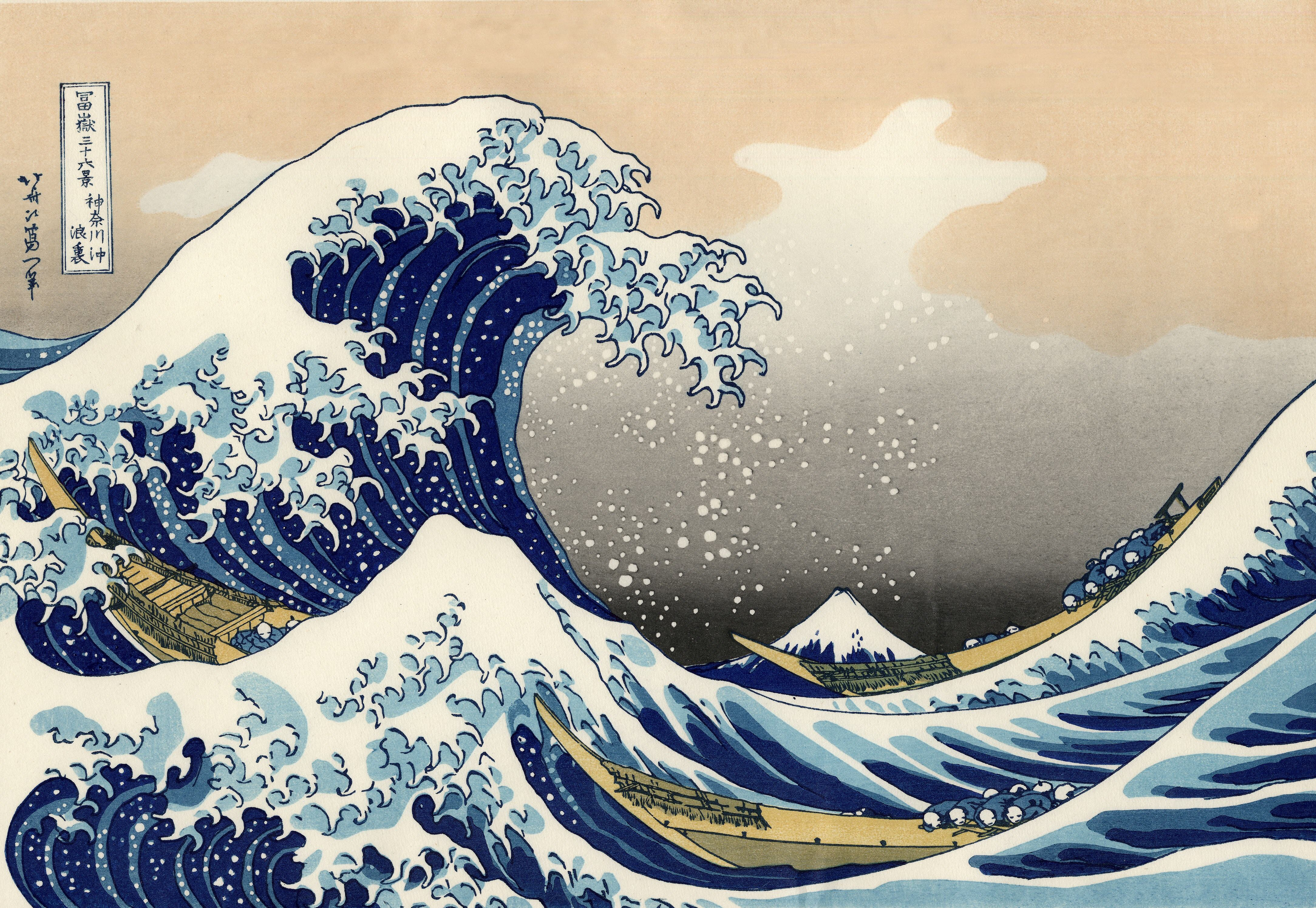
《富岳三十六景》中的《神奈川沖浪裏》

《大海，三幅管弦乐交响素描》（法語： La Mer, trois esquisses symphoniques pour orchestre）是法国作曲家克洛德·德彪西在1903年至1905年间创作的管弦乐作品，由三个乐章构成：“海上的黎明到正午”（De l'aube à midi sur la mer）、“波浪的嬉戏”（Jeux de vagues）以及“风与海的对话”（Dialogue du vent et de la mer），演出时长约为23到24分钟。德彪西将这部作品题献给迪朗出版社（Éditions Durand）的所有者雅克·迪朗（Jacques Durand）。

## 灵感来源

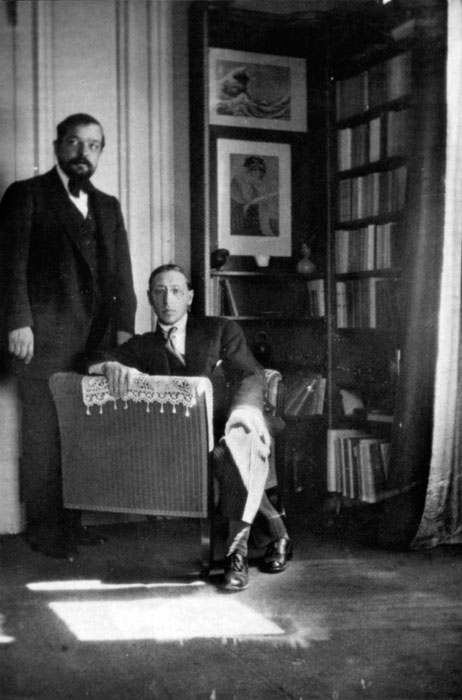
德彪西（左）与斯特拉文斯基在1910年的合影（由萨蒂拍摄）。房间的墙上挂着葛饰北斋的《神奈川沖浪裏》。

基于德彪西本人的愿望，1905年出版的《大海》首版总谱封面的设计使用了日本浮世繪畫家葛饰北斋的《富岳三十六景》中的《神奈川沖浪裏》（更准确地说是作品左半部分描绘巨浪的部分）。德彪西年轻时与卡米耶·克洛岱尔非常亲近，据说听过她做的有关葛饰北斋的版画以及日本美术的讲座。从现存的照片中也可以看到在他的房间里挂有《神奈川沖浪裏》。因此有《大海》是德彪西“从北斋的浮世绘中得到灵感而创作的作品”的说法。但目前为止并没有发现明确指出两部作品在创作上存在关联性的史料，因而这个说法仍然只能说是臆测。
此外，也有《大海》与卡米耶・莫克莱（Camille Mauclair）1893年发表的中篇小说《桑吉奈尔群岛附近美丽的大海》有联系的说法。理由是第一乐章的标题曾采用莫克莱小说的题目。德彪西与莫克莱有过一面之缘，当时也订阅了刊载这部小说的《巴黎回声报》（L'Écho de Paris），因此很有可能知道这部小说。小说描绘了在风暴中乘船先后探访地中海中三座虚构的岛屿的经过，并为这段旅程赋予了“青春”、“生命”、“衰老”以及“毁灭”等等种种意象。这部带有绝望的情感色彩并以悲剧收场的小说与德彪西作品的整体基调大相径庭。两部作品都由三部分组成，也都以时间为序展开。此外还有因为桑吉奈尔这个带有“嗜血、残忍”之意的词会与“美丽”形成有趣的反差，所以德彪西选用了这一副标题的说法。由于并不存在客观证据，这些说法同样只能说是臆测。
虽然德彪西遗留下大量的信笺与著述，有关《大海》的却存之寥寥。《大海》与葛饰北斋及莫克莱作品的关联性以及创作的灵感来源仍然是个谜团。

## 德彪西当时的个人际遇

### 作为作曲家的声望

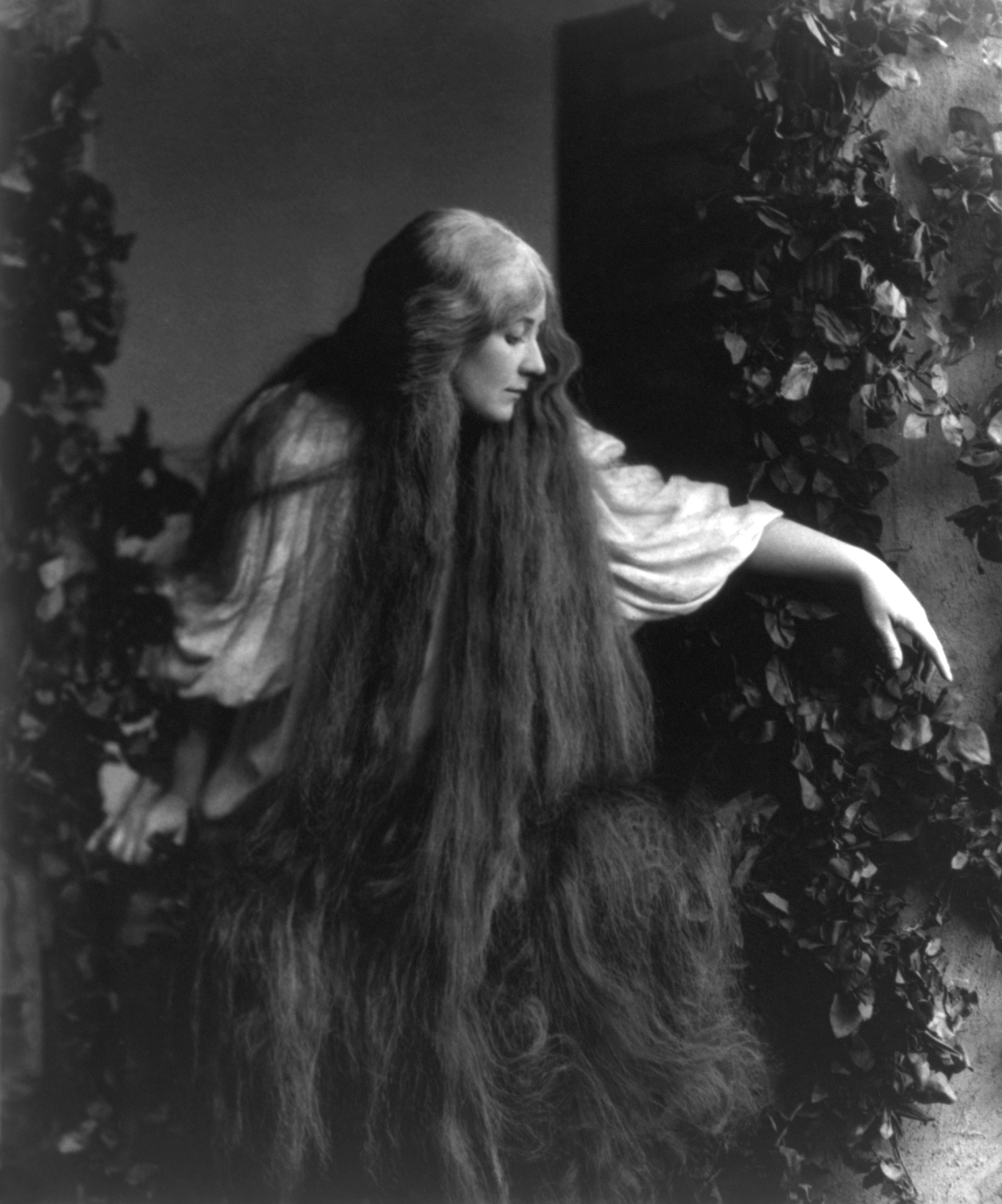
《佩利亚斯与梅丽桑德》剧照

1902年首演的歌剧《佩利亚斯与梅丽桑德》使得德彪西在法国国内声名鹊起。这部作品在首演后常常重演。有“佩利亚斯迷”和“德彪西主义者”之称的德彪西乐迷在演出现场的种种行为常常见诸报端。他本人则被媒体比作是“新宗教的教主”。德彪西因为成为公众人物困扰不已。各家报社监视着他的动向，常常刊载一些未经证实的作曲进展信息。
虽然“德彪西主义者”们期待着延续《佩利亚斯》风格的新作问世，德彪西本人却不打算重走旧路。在打磨基于爱伦坡小说《钟楼恶魔》（The Devil in the Belfry）的歌剧（未完成）以及《大海》的乐思过程中，德彪西在给安德烈·梅萨热 （1903年9月12日）的信中这样写道：
说起来那些好心地期待着我肯定还是会走《佩里亚斯》老路的人，他们正在仔细地装着视而不见。要是那样的话，他们可能不会知道，我因为最讨厌重复而会去做在自己屋里种菠萝这样的事。
 — 德彪西

### 人生的转折

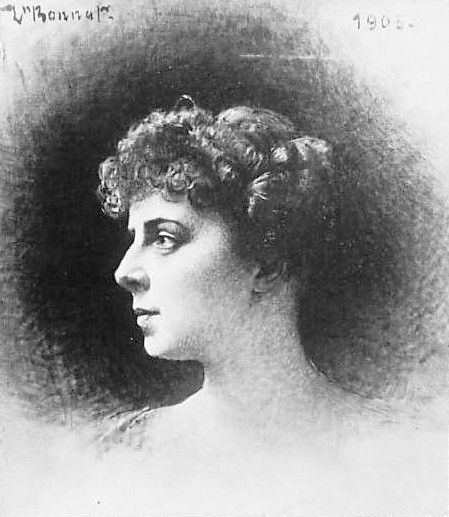
埃玛·巴尔达克

德彪西在1899年与小自己11岁的罗莎莉·特谢尔（爱称莉莉）结婚，而在1904年于创作《大海》的途中与银行家夫人、与自己同岁的埃玛·巴尔达克发生了婚外情。德彪西在7月将莉莉送回了娘家后，与埃玛一起先后游览了英吉利海峡的泽西岛与面朝多佛海峡的迪耶普，并在9月下旬回到巴黎。莉莉因为德彪西的绝情信而自杀未遂（10月13日）。《费加罗报》在11月4日报道了这件事。之后，“德彪西为了银行家夫人的财产而抛弃妻子”的传言开始沸沸扬扬。德彪西受千夫所指，许多友人也就此分道扬镳。
莉莉一开始并没有与德彪西分开的意思，离婚调解是在1905年3月底《大海》完成后开始的。调解耗时数月。德彪西最终在7月17日与莉莉正式离婚，并与埃玛结为余生的伴侣。埃玛此时已经怀上了德彪西的孩子。他们的女儿克劳德-埃玛在《大海》首演大概两个星期后的10月30日出生。

## 创作过程
德彪西从1903年8月开始《大海》的创作。从同年9月12日写给迪朗与梅萨热的信中可以看出，三个乐章逐级递进的结构在当时已经成型。德彪西此时为三个乐章拟定的标题依次为《桑吉奈尔群岛附近美丽的大海》、《波浪的嬉戏》与《风使大海起舞》。
德彪西当时在远离大海的勃艮第小镇比尚（Bichain）创作。关于为什么要在看不到海的地方创作，在写给梅萨热的信中，德彪西这样写道：“虽然从勃艮第的小山上看不到海，不过记忆中的海可能会比现实中的更让我有感觉。”
在这之后，德彪西的个人生活发生了剧变。配器是德彪西在泽西岛及迪耶普停留期间完成的。第一乐章标题的变更与第二乐章尾声的修改则是德彪西在莉莉自杀未遂后于世人的非议中完成的。
全曲于1905年3月5日完成。从构思到完成，《大海》耗费了大约一年半的时间，不过比起历时5年的《夜曲》（Nocturnes）和7年的《意象集》（Images）来说，算是创作得非常快了。

## 创新之处
《大海》尽管有具体的标题，但是还是被一些乐评人认为是以音乐本身为重点的纯音乐作品。而三乐章的结构和在不同乐章中使用同一个主题或动机的“套曲曲式”在那个时代的法国作曲家的交响乐作品中并不鲜见。
只是从曲式上来说，《大海》与以往线性的“呈示”-“展开”-“再现”的奏鸣曲式不同，动机与主题在作品中螺旋式地相互生成转换，这是这部作品创新之处。曾详细分析过这部作品的作曲家让·巴拉凯（Jean  Barraqué）认为“德彪西借由《大海》发明了新的音乐技法”，并把这种新的曲式结构称作“开放曲式”。巴拉凯这样说道：
德彪西实际上通过《大海》提出了一种新的展开方法，就是无视呈示与展開概念的界线，让它们在不断的涌出中共存。作品中的这种涌出，并不依靠已有的规则设定，而是凭借自己的力量向前推进。
 — 让·巴拉凯
而德彪西研究者松橋麻里则这样表示：
好像偶然形成的音乐运动在不经意间诱导出更大的运动，在这之后逐步扩散开来。也就是说音乐是从自身内部一步步地发出前进的力量。这在以往的形式中并不存在。
 — 松橋麻里
德彪西之后提出了音乐是由“赋以节奏的时间与色彩构成”的理念。《大海》与其说是这一观点的体现，倒不如说是这种观点的实践支撑。
不过，《大海》在作曲技法上的这些创新在首演时并没有得到听众及乐评人的理解。当时，大多数人都是从“用音乐描写大海”这一观点去评论这部作品。即使到了现在，《大海》有时还是会被看作“描写海上情景的标题音乐”。

## 首演
首演的排练在作品完成后就开始了。首演的指挥卡米耶·舍维拉尔（Camille Chevillard）没有得到德彪西的信赖。发给乐手的分谱也有很多错误。德彪西只得在正式开演前一个一个地修改错音。《大海》就这样在1905年10月15日于巴黎由舍维拉尔和拉穆勒乐团（Orchestre Lamoureux）完成了首演。
“德彪西主义者”们对于《大海》没能延续《佩利亚斯》的风格感到失望。在《时报》（Le Temps）1905年10月15日号上，曾是德彪西擁護者的乐评人皮埃尔·拉罗对于这部作品给出了“自然的仿造品”、“感受不到大海”这样严苛的评价。《大海》于一周后在巴黎，而后于同年12月3日在布鲁塞尔上演，依旧没有博得听众好评。由于《大海》没能得到听众和乐评人的理解，德彪西在之后的一段时间中进入了创作低潮期，1906年中仅仅创作了一首钢琴小品。
1908年，爱德华·科洛纳（Édouard Colonne）计划指挥科罗纳管弦乐团重演《大海》。演出原本预定在1月12日。由于科罗纳未能完成排练，公演延后了一周并改由德彪西本人指挥。1月19日在作曲家本人棒下的演出获得了“暴风雨般的大成功”。而后，德彪西又在1月26日再次站上指挥台，并在2月1日于伦敦亲自指挥上演《大海》。《大海》由此确立了杰作的地位。配器略作修改的新乐谱在第二年出版，可以看作是德彪西亲自指挥后的成果。

## 配器
长笛 2、短笛 1、双簧管 2、英国管 1、单簧管 2（A调/B♭调交替）、低音管 3、倍低音管 1、圆号 4、小号（F调）3、短号（C调）2、长号 3、大号 1、定音鼓、大鼓、三角铁、铜钹、铜锣、钟琴或钢片琴、竖琴 2、弦乐团
- 《大海》虽然采用三管编制，但只使用了两支单簧管，并没有使用低音单簧管或高音单簧管。
- 作品中虽然使用了F调的小号。但与同是F调的英国管和圆号不同，小号实际发出的音要比谱上高出纯四度[ai]。
- 铜钹直到第三乐章中段都没有指定特定的演奏方法（“两片钹敲在一起”或是“用琴棒敲”）
- 弦乐团的一个声部内部还会进一步分出不同声部。比如第一乐章的第86小節，大提琴被划成了四个声部，每个声部各有4人，总计需要16个演奏者[69]。
- 不同乐章配器略有不同。第三乐章“风与海的对话”编制最大。这个乐章使用了四支巴松管（其中一支为倍巴松管）以及短号和小号的组合。这遵循了柏辽兹的《幻想交響曲》留下的法式管弦乐配器传统[aj][70]。

| 乐器     | 第一乐章 | 第二乐章 | 第三乐章 |
| -------- | -------- | -------- | -------- |
| 倍巴松管 | －       | －       | ○        |
| 短号     | －       | －       | ○        |
| 长号     | ○        | －       | ○        |
| 大号     | ○        | －       | ○        |
| 定音鼓   | ○        | －       | ○        |
| 大鼓     | －       | －       | ○        |
| 三角铁   | －       | ○        | －       |
| 铜锣     | ○        | －       | ○        |
| 钟琴     | －       | ○        | ○        |

## 作品分析

### 套曲曲式
如前文所说，《大海》采用了“套曲曲式”。第一乐章与第三乐章关系紧密。其中发挥重要作用的是下面两个乐想。
第一个乐想是由“十六分音符+附点八分音符”的节奏与2度音程构成的动机，下文中称作“动机A”。这个动机在第三小节由大提琴奏出，而后在第六小节由木管乐器组做了“上行2度后回归本位音”的扩展。
作品中也出现了上下反转运行（反行）的动机A。比如第三乐章尾声部分由长号演奏出的反行的动机A。
第二个乐想是套曲主题，或者说是固定乐想（idée fixe），下文中称作“主题B”。这个主题在第一乐章的第12小节由英国管和带弱音器的小号奏出。
主题B在第一乐章出现了三次并在第三乐章发生了各种各样的变形，比如第三乐章第98小节后由巴松管和拨奏（pizzicato）的大提琴演奏出的末尾三连音音值扩大了的主题B。音高发生变化的这个乐想出现了4次并与圆号演奏的动机A结合。
第三乐章尾声也有后半部分成为固定音型的主题B。下面的譜例中第一二行分别是由短号和大提琴及倍巴松管演奏的固定音型。短号的部分在这之后转由弦乐器演奏，最终成为反行的动机A的背景。
此外，第一乐章尾声中出现的众赞歌风格的主题衍生自主题B开头的节奏。这个主题在第三乐章也出现了两次，并没有做不同于其他动机或主题的展开。

### 《大海》中动机的生成转化：例1
第一乐章“海上的黎明到正午”开头的五个小节只使用B、C♯、F♯和G♯这四个音。谱例（a）展示了这四个音。四个音全部降小三度则可得到谱例（b）。将（b）中的Ab和Bb升一个八度并调整次序就可得到（c）和（d）。
第33小节开始的第一乐章的主部主题就是这样由引子发展而来。
此外，第一乐章前半段收尾部分的音型也是由引子中的4个音发展而来。

### 《大海》中动机的生成转化：例2
第一乐章可以大体上分为两个部分。后半部分的新主题由分为4个声部的大提琴奏出（谱例中只展示了高音部分）。其中开始的两个音是动机A。三连音作为新的节奏要素也在这里出现。
三连音节奏接下来逐渐变形，在第一乐章后半段的高潮部分变为上下大幅运动的伴奏音型并与主题结合。

### 第一乐章“海上的黎明到正午”
竖琴依次发出低音B上纯五度的F♯和大六度的G♯后，大提琴奏出动机A。引子部分虽然在谱上标记的是B小调，但音阶上的第三音没有出现，实际上调性并不明确。之后，主题B登场，以C音开始的这个主题调性更加暧昧不清。引子呈现以主题B登场为中心的拱形结构，最后速度渐渐加快，进入降E大调的主部。主部分为两部分。前半部分以木管部的主部主题和圆号自第35小节开始奏出的副部主题为主线。后半部分则以分为四个声部的大提琴奏出的动态变化的主题为主线。动机A和主题B贯穿整个乐章使两部分统一。尾声中，由主题B派生出的众赞歌风格的主题在第132小節登场。由A派生出的音型和主部主题也同时出现，使乐章进入高潮部分。乐章最后以附带大六度（B♯）的降E大调主和弦收尾。而“大六度音”这个要素在乐章的引子部分即已出现。

### 第二乐章“波浪的嬉戏”
第二乐章可以看作是谐谑曲乐章。在8个小節的引子后，像全音音階的主部主题由英国管奏出。第二乐章以这个主题为中心。第36小节开始弦乐器颤音奏出的主题，第62小節开始的主题（由第50小节圆号奏出的乐句派生而来）以及第123小節登場的小号動機，各自变形并结合在一起。作曲家和指揮家皮埃尔·布列兹认为这个乐章具有“不断翻新的形式”。

### 第三乐章“风与海的对话”
在定音鼓和低音鼓连续不断极弱的鼓声中，大提琴和倍巴松管奏出带有上行三连音的半音音階的主部动机（如譜例所示）。接着，英国管和单簧管在第25小节奏出动机A，小号则自第31小节奏出主题B。从第56小节开始，木管乐器组借着开头的主部动机奏出第三乐章的主部主题。音乐在A和B的相互作用中不断展开。途中，第一乐章尾声登场的众赞歌风格的主题在第133小节弱弱地而后在第259小節转强登场。众赞歌风格主题第二次登场后是基于A和B的尾声。最终，全曲在 fff 强度的E♯音中收尾。巴拉凯认为这个乐章是基于两种力量，“混沌的运动”和“如歌的旋律”，构成的。

## 乐谱的版本流变
迪朗出版社在1905年作品首演时出版了《大海》管弦乐版的总谱和德彪西自己改编的四手联弹版的乐谱。之后在1909年，安德烈·卡普莱改编的双钢琴版的乐谱和新版的管弦乐总谱出版。受到前一年德彪西本人指挥的《大海》演出的影响，1909年版的乐谱不仅包括印刷错误的订正，还包括配器的调整和音乐构思上的一些变更。
在1909年版乐谱中，第一乐章主部前半部分收尾的两小节缩短为一小节（第83小节）。第一乐章整体的小节数因此比1905年版少了一个。下边的谱例对比了两版的这个部分，其中上下两行分别由定音鼓和铜钹演奏。
此外，第三乐章接近尾声的部分，从第237小节至第244小节由小号和圆号演奏出的像号角一样的动机则在1909年版中全被删去。不过，指挥家恩奈斯特·安塞美在演出中又把这个动机加了回来，之后也有不少仿效者。作曲者本人的四手联弹版和卡普莱的双钢琴版中都保留有这个动机。
出版社在德彪西去世后继续校订《大海》的乐谱。现在，不同出版社的乐谱间存在一些细节上的差别。1992年日本的音乐之友社出版的袖珍乐谱以彼得出版社出版的马克斯·波默（Max Pommer）校订版作为基础。这个版本是基于手稿、1905年版、1909年版以及1938年版做的校订。而迪朗出版社也在继续校订乐谱，特别是第三乐章尾声部分对于铜管乐器的处理与初版已经发生很大的变化。现行的迪朗出版社版的袖珍乐谱中，长号演奏的反行动机A由短号和大号增强，而短号演奏的简略的主题B则被完全删去。下面展示的谱例中，双小节线左侧是初版，右侧是迪朗出版社版，这一部分配器的比较。第一行是短号，第二行是长号，第三行是大号。迪朗出版社删去的短号演奏的B音形，在作曲者本人四手联弹版存在，而卡普莱改编的双钢琴版中则没有。

## 其他
武满彻1991年的作品《梦的转述》（『夢の引用－Say sea, take me!－』）中大量引用了《大海》的片段。

## 脚注

### 引注
1. ↑  .  . . 2009-03-31. NAID 120001059712
2. 1 2   (编).  . . 1999-08-20: 196. ISBN 4-651-82042-5.
3. 1 2  平島，第413頁.
4. 1 2  伝記，第266頁.
5. 1 2 3  ポンマー，第6頁.
6. 1 2  松橋，第110頁.
7. 1 2  伝記，第270頁.
8. ↑  伝記，第272頁.
9. ↑  伝記，第120頁.
10. ↑  伝記，第423頁.
11. ↑   (PDF). .   [2018-07-07]. （原始内容 (PDF)存档于2018-07-07）.
12. ↑  . .   [2018-07-07]. （原始内容存档于2018-07-07）.
13. 1 2 3 4  伝記，第242頁.
14. 1 2  沼野，第37頁.
15. ↑  沼野，第38頁.
16. ↑  沼野，第39頁.
17. ↑  沼野，第40頁.
18. 1 2  バラケ，第229頁.
19. 1 2 3  伝記，第271頁.
20. 1 2  菅原，第11頁.
21. ↑  松橋，第97頁.
22. ↑  松橋，第113-114頁.
23. ↑  伝記，第252頁.
24. 1 2  伝記，第253頁.
25. ↑  書簡集，第183-184頁.
26. ↑  松橋，第107頁.
27. ↑  松橋，第105頁.
28. ↑  伝記，第258頁.
29. ↑  伝記，第254-262頁.
30. ↑  松橋，第109頁.
31. ↑  伝記，第254-261頁.
32. ↑  伝記，第263頁.
33. ↑  松橋，第118頁.
34. ↑  松橋，第112-113頁.
35. ↑  沼野，第26頁.
36. ↑  バラケ，第225頁.
37. ↑  伝記，第241頁.
38. ↑  書簡集，第183頁.
39. ↑  松橋，第13-14頁.
40. ↑  松橋，第119-200頁.
41. ↑  書簡集，第190-191頁.
42. ↑  バラケ，第226−227頁.
43. ↑  菅原，第7頁.
44. ↑  伝記，第273頁.
45. ↑  菅原，第8頁.
46. 1 2 3 4 5 6  ポンマー，第8頁.
47. ↑  .  . . 1996-06-12: 54,61. ISBN 4-276-37073-6.
48. ↑  ; .  . . 2010-02-25: 374. ISBN 978-4-393-93187-5.
49. 1 2  小鍛冶，第98頁.
50. ↑  小鍛冶，第95頁.
51. ↑  バラケ，第232頁.
52. ↑  バラケ，第283頁.
53. ↑  バラケ，第233-234頁.
54. ↑  松橋，第200頁.
55. ↑  書簡集，第229頁.
56. ↑  松橋，第201頁.
57. ↑  平島，第411頁.
58. ↑  沼野，第40-42頁.
59. 1 2  .  . . 2014-10-10: 510-511. ISBN 978-4-336-05814-0.
60. 1 2 3  書簡集，第205頁.
61. 1 2 3  松橋，第114頁.
62. ↑  書簡集，第157頁.
63. ↑  書簡集，第206頁.
64. 1 2  書簡集，第230-231頁.
65. ↑  書簡集，第224頁.
66. ↑  松橋，第121頁.
67. ↑  書簡集，第231頁.
68. 1 2 3  沼野，第28頁.
69. ↑  ポンマー，第22頁.
70. 1 2  ; ; ; .  . . 2006-02-28: 559. ISBN 4-276-10682-6.
71. ↑  沼野，第21頁.
72. ↑  菅原，第10頁.
73. ↑  ポンマー，第7頁.
74. 1 2  平島，第421頁.
75. ↑  バラケ，第235頁.
76. ↑  バラケ，第237頁.
77. 1 2  沼野，第34頁.
78. ↑  沼野，第31頁.
79. ↑  バラケ，第234頁.
80. ↑  小鍛冶，第96頁.
81. ↑  .  . . 2012-02-14: 149. ISBN 978-4-622-07265-2.
82. ↑  小鍛冶，第90頁.
83. 1 2  ; ; .  . . 2006-01-20: 54, 206. ISBN 4-7917-6251-7.
84. 1 2  バラケ，第240-241頁.
85. ↑  伝記，第277頁.
86. 1 2 3  ポンマー，第163-166頁.
87. ↑  沼野，第30頁.
88. ↑   . . 2014年: 5. ISBN 978-4-86060-346-5.
89. ↑  .  . . 2011. NAID 120006323809